# كأس الأمم الإفريقية 1978
كأس الأمم الإفريقية 1978 (بالإنجليزية: 1978 Africa Cup of Nations) كانت النسخة الحادية عشر من بطولات كأس الأمم الإفريقية للمنتخبات الوطنية عن فئة الرجال، المقامة تحت رعاية الاتحاد الإفريقي لكرة القدم، والتي استضافتها غانا. تمامًا كما حدث في عام 1976، شارك في هذه البطولة 8 فرق، وقد قسمت الفرق إلى مجموعتين، ويتأهل أول وثاني كل مجموعة إلى الدور النصف نهائي.
المباراة النهائية لكأس إفريقيا سنة 1978 جرت بين غانا البلد المنظم وأوغندا وانتهت بفوز غانا 2-0، وقام بإدارتها تحكيميًا الحكم الليبي يوسف الغول.

## الفرق المشاركة
الفرق الثمانية المتأهلة هي:
- الكونغو
- غانا (المستضيف)
- المغرب (حامل اللقب)
- نيجيريا
- تونس
- أوغندا
- فولتا العليا1
- زامبيا

1 تأهلت ساحل العاج في الأصل بفوزها على مالي 2-1 في مجموع المباراتين، ولكن تم استبعاد كلا الفريقين: ساحل العاج لإشراك لاعب غير مؤهل في مباراة الإياب، ومالي بسبب اعتداء الشرطة وأمن الملعب على حكام المباراة خلال مباراة الذهاب. فولتا العليا، التي خسرت أمام ساحل العاج في الجولة السابقة، أعطيت مكانها في النهائيات.

## الأماكن
لعبت المسابقة في مكانين في أكرا وكوماسي.
| أكرا              | أكرا كوماسيكأس الأمم الإفريقية 1978 (غانا) | كوماسي         |
| ملعب أكرا الرياضي | أكرا كوماسيكأس الأمم الإفريقية 1978 (غانا) | ملعب بابا يارا |
| السعة: 40,000     | أكرا كوماسيكأس الأمم الإفريقية 1978 (غانا) | السعة: 40,500  |
|                   | أكرا كوماسيكأس الأمم الإفريقية 1978 (غانا) |                |

## مرحلة المجموعات

### المجموعة الأولي
| المنتخب      | لعب | فاز | تعادل | خسر | له | عليه | -\+ | النقاط |
| ------------ | --- | --- | ----- | --- | -- | ---- | --- | ------ |
| غانا         | 3   | 2   | 1     | 0   | 6  | 2    | 4+  | 5      |
| نيجيريا      | 3   | 1   | 2     | 0   | 5  | 3    | 2+  | 4      |
| زامبيا       | 3   | 1   | 1     | 1   | 3  | 2    | 1+  | 3      |
| بوركينا فاسو | 3   | 0   | 0     | 3   | 2  | 9    | 7–  | 0      |

| غانا                  | 2 - 1 | زامبيا |
| --------------------- | ----- | ------ |
| أفريي كريم عبد الرزاق |       | كابيتا |

| نيجيريا                         | 4 - 2 | بوركينا فاسو |
| ------------------------------- | ----- | ------------ |
| كريستيان تشوكوو أديكيي أوبغبامي |       | هين كويتا    |

| زامبيا | 2 - 0 | بوركينا فاسو |
| ------ | ----- | ------------ |
| فيري   |       |              |

| نيجيريا  | 1 - 1 | غانا   |
| -------- | ----- | ------ |
| أوبغبامي |       | كلوسته |

| زامبيا | 0 - 0 | نيجيريا |
| ------ | ----- | ------- |
|        |       |         |

| غانا            | 3 - 0 | بوركينا فاسو |
| --------------- | ----- | ------------ |
| الحسن جورج محمد |       |              |

### المجموعة الثانية
| المنتخب | لعب | فاز | تعادل | خسر | له | عليه | -\+ | النقاط |
| ------- | --- | --- | ----- | --- | -- | ---- | --- | ------ |
| أوغندا  | 3   | 2   | 0     | 1   | 7  | 4    | 3+  | 4      |
| تونس    | 3   | 1   | 2     | 0   | 4  | 2    | 2+  | 4      |
| المغرب  | 3   | 1   | 1     | 1   | 2  | 4    | 2-  | 3      |
| الكونغو | 3   | 0   | 1     | 2   | 1  | 4    | 3–  | 1      |

| المغرب | 1 - 1 | تونس |
| ------ | ----- | ---- |
| أسيلا  |       | كعبي |

| أوغندا                        | 3 - 1 | الكونغو    |
| ----------------------------- | ----- | ---------- |
| فيليب أمواندي سيموانغا كيسيتو |       | مامونوبالا |

| تونس            | 3 - 1 | أوغندا  |
| --------------- | ----- | ------- |
| لابيدي بن عزيزة |       | موسينزي |

| المغرب | 1 - 0 | الكونغو |
| ------ | ----- | ------- |
| أسيلا  |       |         |

| الكونغو | 0 - 0 | تونس |
| ------- | ----- | ---- |
|         |       |      |

| أوغندا                        | 3 - 0 | المغرب |
| ----------------------------- | ----- | ------ |
| كيسيتو نيسيريكو فيليب أمواندي |       |        |

## مرحلة خروج المغلوب
|  | نصف النهائي      | نصف النهائي      |   |                | النهائي        | النهائي |  |
|  |                  |                  |   |                |                |         |  |
|  | 14 مارس – أكرا   |                  |   |                |                |         |  |
|  | غانا             | 1                |   |                |                |         |  |
|  | تونس             | 0                |   |                |                |         |  |
|  |                  |                  |   |                |                |         |  |
|  |                  |                  |   |                | 16 مارس – أكرا |         |  |
|  |                  |                  |   |                | غانا           | 2       |  |
|  |                  | أوغندا           | 0 |                |                |         |  |
|  |                  |                  |   |                |                |         |  |
|  |                  |                  |   |                |                |         |  |
|  |                  |                  |   |                | المركز الثالث  |         |  |
|  | 14 مارس – كوماسي | 14 مارس – كوماسي |   | 16 مارس – أكرا | 16 مارس – أكرا |         |  |
|  | أوغندا           | 2                |   | تونس           | 1              |         |  |
|  | نيجيريا          | 1                |   |                | نيجيريا        | 1       |  |

### الدور النصف نهائي
| غانا            | 1 - 0 | تونس |
| --------------- | ----- | ---- |
| كريم عبد الرزاق |       |      |

| أوغندا              | 2 - 1 | نيجيريا   |
| ------------------- | ----- | --------- |
| ناسور فيليب أمواندي |       | مارتن إيو |

### مباراة تحديد المركزين الثالث والرابع
| تونس | 0 - 2 (awarded) (نيجيريا فازت بالقرعة) | نيجيريا |
| ---- | -------------------------------------- | ------- |
| أكد  |                                        | أوتو    |

### النهائي
| غانا          | 2 - 0 | أوغندا |
| ------------- | ----- | ------ |
| أفري 38'، 64' | تقرير |        |

.
| بطل كأس الأمم الأفريقية لكرة القدم 1978 |
| --------------------------------------- |
| · غانا · للمرة الثالثة                  |

## الهدافون
- لم يتم إضافة الهدافين في مباراة تحديد المركز الثالث.

3 أهداف
- أوبوكو أفري
- سيغون أوديغبامي
- فيليب أوموندي

هدفين
- كريم عبد الرزاق
- جورج الحسن
- حسن اعسيلة
- عبد الرؤوف بن عزيزة
- غودفري كيسيتو

هدف
- جاك مامونوبالا
- فيلي كلوتس
- Akid
- محمد "بولو" أحمد  [لغات أخرى]‏
- أدوكيي أميسيماكا
- كريستيان تشوكوو
- مارتينز إيو
- علي الكعبي
- محسن العبيدي
- صمويل موسينزي  [لغات أخرى]‏
- عبد الله نصور
- موسى نسيريكو
- إدوارد سيموانغا
- هوبير هين
- ماماداو كويتا
- أوبي كابيتا
- بيزويل فيري
- باتريك فيري
- بابا أوتو محمد

## تشكيل الكاف للبطولة
حارس المرمي
- حميد الهزاز

المدافعون
- المختار ذويب
- جيمس كوكو دادزي
- خالد القاسمي
- العربي أحرضان

لاعبو الوسط
- موسى نسيريكو
- كريم عبد الرزاق
- أدولف أرما
- فيليب أوموندي

المهاجمون
- سيغون أوديغبامي
- محمد بولو  [لغات أخرى]‏

## روابط خارجية
- Rec.Sport.Soccer Statistics Foundation (RSSSF)
- footballmundial.tripod.com